# Northeastern Manitoulin and the Islands
Northeastern Manitoulin and the Islands es un municipio canadiense situado en la provincia de Ontario.

## Superficie
Northeastern Manitoulin and the Islands tiene una superficie de 489,19 km².

## Demografía
En 2021, tenía 2641 habitantes, una densidad poblacional de 5,4 hab./km², y 1903 viviendas.